# Xã Reading, Quận Adams, Pennsylvania
Xã Reading (tiếng Anh: Reading Township) là một xã thuộc quận Adams, tiểu bang Pennsylvania, Hoa Kỳ. Năm 2010, dân số của xã này là 5.780 người.